# Otto Krattner
Otto Krattner – czechosłowacki kierowca wyścigowy.

## Kariera
W swojej karierze wyścigowej Krattner poświęcił się startom w wyścigach samochodów sportowych. W 1949 roku Czechosłowak odniósł zwycięstwo w klasie S 750 24-godzinnego wyścigu Le Mans, a w klasyfikacji generalnej był piętnasty.